# Anders Lundström (politiker)
Anders Lundström, född 9 januari 1973 i Fleninge församling, Helsingborgs stad, är en svensk kristdemokratisk politiker och sedan 2018 regionråd i Region Skåne. Han har en fil. mag. i historia (Lunds universitet 2000) och gymnasielärarexamen (Malmö högskola 2001).
Första politiska uppdraget fick Lundström 1999, då han blev ersättare i Tekniska nämnden, Helsingborgs stad. Därefter har han haft flera olika förtroendeuppdrag i nämnder i Helsingborgs stad fram till 2018, då han blev regionråd med bland annat uppdrag som ordförande för Helsingborgs Lasarett.